# Felix E. Feist

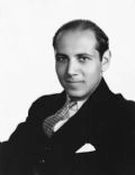
Felix E. Feist

Felix Ellison Feist (New York, 28 februari 1910 – Los Angeles, 2 september 1965) was een Amerikaans filmregisseur, scenarioschrijver en filmproducent. Hij is de vader van de fantasyschrijver Raymond Feist.
Bekende films van Feist zijn The Devil Thumbs a Ride (1947), The Man Who Cheated Himself (1950), Tomorrow Is Another Day (1951) en This Woman Is Dangerous (1952). Feist realiseerde televisiefilms zoals de westernreeks The Deputy (1959-1961), Follow the Sun (1961-1962) en Voyage to the Bottom of the Sea (1964-1965). Hij schreef ook het scenario voor Babes in Bagdad uit 1952 van Edgar G. Ulmer. 
- Biblioteca Nacional de España: XX1548234
- Bibliothèque nationale de France: cb14626914s (data)
- Gemeinsame Normdatei: 140996931
- International Standard Name Identifier: 0000 0000 8050 4217
- Nationale Bibliotheek van Tsjechië: xx0159877
- SNAC: w6gc6b5m
- Système universitaire de documentation: 087449943
- Virtual International Authority File: 70981153
- WorldCat: E39PBJjHgwMpQ4x6vGtykMP4v3